# رافاييل ري
رافاييل ري (بالإسبانية: Rafael Rey Rey)‏ هو سياسي بيروفي، ولد في 26 فبراير 1954 في ليما في بيرو. حزبياً، نشط في التجديد الوطني. وقد انتخب عضو مجلس الشيوخ البيروفي ‏.